# Campeonato Mundial de Halterofilismo de 1899
O 3º Campeonato Mundial de Halterofilismo foi realizado em Milão, na Itália em 5 de abril de 1899. Participaram 5 halterofilistas de 3 nacionalidades. 

## Medalhistas
| Evento           | Ouro                       | Prata                    | Bronze                           |
| ---------------- | -------------------------- | ------------------------ | -------------------------------- |
| Categoria aberta | Serguei Yeliseyev · Rússia | Johannes Rödl · Alemanha | Enrico Scuri · Reino da Sardenha |

## Quadro de medalhas
| Ordem | País              | Medalha de ouro | Medalha de prata | Medalha de bronze | Total |
| ----- | ----------------- | --------------- | ---------------- | ----------------- | ----- |
| 1     | Rússia            | 1               | 0                | 0                 | 1     |
| 2     | Alemanha          | 0               | 1                | 0                 | 1     |
| 2     | Reino da Sardenha | 0               | 0                | 1                 | 1     |
| Total | Total             | 1               | 1                | 1                 | 3     |